# مؤسسة الزكاة الأمريكية
مؤسسة الزكاة الأمريكية هي منظمة غير حكومية مقرها شيكاغو تقدم الإغاثة في حالات الطوارئ وإعادة التأهيل بعد الكوارث والتنمية المستدامة والتعليم والرعاية الصحية ورعاية الأيتام والبرامج الموسمية مثل إفطار رمضان والأضحية. مؤسسة الزكاة الأمريكية مسجلة بموجب المادة 501 (ج) (3) كمنظمة خيرية غير ربحية.

## الجوائز
في أعوام 2011 و2012 و2013 و2014 و2015 و2016، حصلت مؤسسة الزكاة الأمريكية على أعلى تصنيف أربع نجوم من مستشكف الأعمال الخيرية (Charity Navigator)، مما يشير إلى أن مؤسسة الزكاة الأمريكية أظهرت صحة مالية استثنائية ومساءلة وشفافية.
أُدرجَت مؤسسة الزكاة الأمريكية ضمن أفضل المؤسسات الخيرية من مؤسسة عظام غير الربحية (Great Nonprofits).

## المنشورات
- يقدم كتاب الزكاة: دليل عملي للمسلمين في الغرب دليلًا شاملًا لركن الإسلام الإلزامي لفهم مفاهيم الزكاة ومبادئها وحسابها بشكل أفضل.
- 9 خرافات حول الجمعيات الخيرية الإسلامية كتاب يهدف إلى تبديد الأساطير حول الجمعيات الخيرية الإسلامية الأمريكية.[5]